# Ben Hill County
Ben Hill County is een county in de Amerikaanse staat Georgia.
De county heeft een landoppervlakte van 652 km² en telt 17.484 inwoners (volkstelling 2000). De hoofdplaats is Fitzgerald.

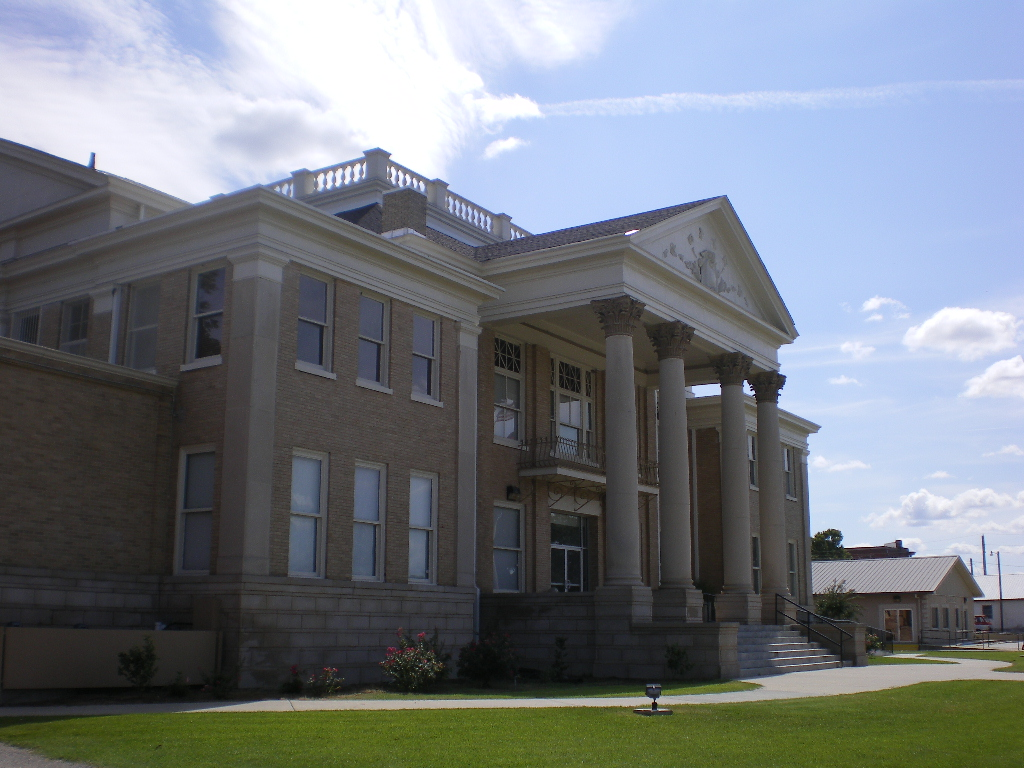
Courthouse